# Bury Me Standing: The Gypsies and Their Journey
Bury Me Standing: The Gypsies and Their Journey este o carte de non-ficțiune⁠(d) despre viața romilor, scrisă de scriitoarea americano-uruguayană Isabel Fonseca⁠(d), publicată în 1995. Cartea este organizată în opt capitole și conține fotografii și hărți alb-negru.

## Rezumat
În cartea sa, Fonseca scrie despre obiceiurile romilor (în special, nunta, riturile funerare și obsesia lor pentru puritate) și despre viața lor de zi cu zi, dar explorează și limba lor și originea lor misterioasă. În plus, ea discută despre modul în care istoria a afectat actualele așezări rome. Pentru a scrie această carte, Fonseca a trăit cu romii din Albania și a călătorit prin Bulgaria, Polonia, Cehia, Slovacia, fosta Iugoslavie și România timp de patru ani.
Titlul care se traduce „Îngropă-mă în picioare” provine dintr-un proverb care descrie situația romilor: „Îngroapă-mă în picioare. Toată viața am stat în genunchi”.

## Reacții
Multe ziare și reviste au lăudat munca depusă de Isabel Fonseca și, într-o recenzie pentru New York Times, Janet Maslin a caracterizat lucrarea ca fiind „erudită, frumos scrisă”. Recenziile remarcă faptul căFonseca a fost implicată emoțional în munca ei, dar și că, în general, a fost obiectivă în descrierea vieții și suferinței romilor.
Recepția academică a fost mai critică și unii au remarcat că, deși lucrarea a fost bună, Bury Me Standing nu putea fi considerată o lucrare antropologică. Un recenzent de la Jurnalul Institutului Regal de Antropologie a remarcat că există loc de îmbunătățire în acele capitole în care e consemnată viața de zi cu zi a familiei de romi și prin utilizarea mai multor metodologii de cercetare.